# Йокнапатофа
Йокнапатофа (англ. Yoknapatawpha) — вигадана округа на півдні США, де відбувається дія більшості творів Вільяма Фолкнера.
Назва «Йокнапатофа» походить від двох слів індіанського народу чикасо: «Yocona» і «petopha», що означає «розкол землі».
Вперше з'являється в романі «Сарторіс» 1929 року. Округа Йокнапатофа з адміністративним центром містечком Джефферсон багато в чому схожі з реальними Нью-Олбені й Оксфордом (штат Міссісіпі).
Фолкнер помістив власноруч намальовану карту Йокнапатофи в романі «Авесаломе, Авесаломе!» 1936 року. В пояснені до карти він вказав розмір округи (2,400 квадратних миль), кількість населення (15,611 чоловік; білі: 6298; негри: 9313) і підписав карту: «Єдиний власник та володар — Вільям Фолкнер» («William Faulkner, Sole Owner & Proprietor.»).

## Романи та оповідання дія яких відбувається в Йокнапатофі
В хронологічному порядку:

Карта Йокнапатофи намальована Вільямом Фолкнером для книги «Портативний Фолкнер» (The Portable Faulkner) (1946).

- Непереможні / The Unvanquished (1938)
- Селище / The Hamlet (1940)
- Крадії / The Reivers (1962)
- Авесаломе, Авесаломе! / Absalom, Absalom! (1936)
- Сарторіс / Sartoris (1929)
- Місто / The Town (1957)
- Старий / Old Man (1939)
- Галас і шаленство / The Sound and the Fury (1929)
- Троянда для Емілі / A Rose for Emily (1930)
- В свою останню годину / As I Lay Dying (1930)
- Святилище / Sanctuary (1931)
- Світло в серпні / Light in August (1932)
- Реквієм по монахині / Requiem for a Nun (1951)
- Зійди, Мойсею / Go Down, Moses (1942)
- Осквернитель праху / Intruder in the Dust (1948)
- Гамбіт конем / Knight's Gambit (1949)
- Особняк / The Mansion (1959)